# Francisco Pracánico
Francisco Nicolás Pracánico (San Fernando, Buenos Aires, 15 de mayo de 1898 - Ib., 30 de diciembre de 1971) fue un pianista, director de orquesta y compositor argentino, considerado una importante figura del tango.

## Su relación con la música
Cuando nació Pracánico, San Fernando era una importante ciudad en la margen del río, junto al Delta del Paraná, debido a la prosperidad de su comercio, su industria y su puerto, el segundo más importante del país.  A los ocho años debió dejar la escuela para trabajar como lustrabotas en la calle, lugar donde comenzó a entretenerse haciendo música con lo que tuviera a mano, cuando no tenía clientes. Luego alguien le dio una flauta, después otro, una guitarra, y más adelante  un vecino le regaló un piano ruinoso al que tuvo que arreglar con un sistema de elásticos para que las teclas volvieran a su posición una vez oprimidas. Con ese piano aprendió música. Un día de 1913 en el que faltó el pianista del cine con café de su localidad, donde trabajaba de lavacopas, Pracánico lo reemplazó ejecutando el tango El caburé y pocos meses más tarde ya ganaba 150 pesos mensuales en el Cine-Teatro Variedades. También allí debutó dirigiendo desde el piano su primera orquesta, integrada por sus dos hermanos en bandoneón y violín, Moncagatti en contrabajo y Scagliotti en violonchelo. En 1914 empezó a estudiar en el conservatorio de Adolfo Carabelli.
Entre 1918 y 1919 llegó a Buenos Aires para tocar en el Bar Domínguez como pianista del conjunto de Augusto Pedro Berto y cuando se desvincula de este, arma otra orquesta propia con la que actúa en el Jockey Club, el Tigre Hotel, el Conte de Mar del Plata y el Chantecler. Allí estaban Gabriel "Chula" Clausi y Domingo Scarpino en los bandoneones, Manlio Francia y Elvino Vardaro en los violines y Ángel Moncagatti en el contrabajo, bajo la dirección de Pracánico desde el piano.
Desde 1935 hasta 1938 se desempeñó como pianista de la orquesta de tango de Juan D´Arienzo. En 1938 fundó su propia orquesta típica.
Acompañó a Azucena Maizani cuando cantó en ocasión de la inauguración del Teatro Astral y luego secundó los trabajos de las cancionistas Mercedes Carné, Ada Falcón y Carmen Duval.

## Sus obras
Su primera composición, fue el tango Monte protegido (1916), llamado así en recuerdo de un buque mercante  argentino que fue hundido por los alemanes  durante la Primera Guerra Mundial que estrenó en el Círculo de Obreros, después Tatita (1917) y luego  dio a conocer Pampa (1918) grabado por Roberto Firpo y su orquesta al año siguiente; la misma orquesta grabó Lydia (1918), Páselo (1920) y Madre (sin letra) (1922) . Cuando en 1925 actuaron en el Teatro porteño  Maurice Chevalier e Ivonne Vallée, Manuel Romero compuso unos versos a los que Pracánico puso letra y así fue que el cantante francés le estrenó su Tango porteño. Tanto Madre como Sombras (ambos con letra de Verminio Servetto) fueron grabados por Corsini y por  Gardel. Este último, que lo llamaba “Praca” registró en total 13 temas de Pracánico.
Con la ranchera Hasta que ardan los candiles Pracánico ganó el segundo premio en un concurso de la empresa Max Glücksmann. 
En 1935 Celedonio Esteban Flores publicó un libro que incluía el poema  Corrientes y Esmeralda que había compuesto el año anterior y sobre la base del mismo hizo la letra del tango de ese nombre, al que Pracánico puso música, que se convirtió en uno de los más populares durante la década de 1940.

## Sus grabaciones
Es difícil hoy encontrar las grabaciones de su orquesta. Algunas de ellas fueron los tangos Violetita, de Hermes Peressini y Paco Ruiz Paris; Abuelito, de Alberto Laporte, Eduardo Trongé y Carlos Cabral y Dulce cariñito, tango de Alberto Améndola, todos  para la marca Electra en 1926. También Te están esperando, tango del mismo Pracánico, Esta noche me emborracho, tango de Discépolo. El técnico de sonido era Alfredo Murúa, que luego se vincularía al cine sonoro.
La interpretación del tango de Eduardo Arolas Derecho viejo por el sexteto de Francisco Pracánico integra la banda de sonido de la película Creadores de imágenes (Bildmakarna, en sueco), de Ingmar Bergman.

## Filmografía
En 1935, Atilio Mentasti encargó un tango para su película Monte criollo, que iba a dirigir Arturo S. Mom, a Piana y Manzi. La música de Piana no le convenció por lo que le encargó la misma a Pracánico, quien además la ejecutó con su orquesta en la película, que cantó Azucena Maizani. Para el mismo filme compuso y ejecutó Muchacho del cafetín, tocado en otra escena por Florindo Ferrario. Los versos fueron de su música en Sábado a la noche, cine(1960).

## Valoración
Respecto de este músico dijo José Gobello:

"salvo en San Fernando, donde es tenido con todo derecho, como una clara gloria local, su nombre no alcanzó, sin embargo, la repercusión lograda por otros músicos que podrían igualarlo, pero no superarlo.”

## Obras musicales
- Afilador
- Alhucema
- Aunque me cueste la vida (zamba con letra y música de Pracánico)
- Ciudad de San Fernando
- El corazón me robaste (zamba con letra y música de Pracánico)
- Corrientes Poty (chamamé)
- Corrientes y Esmeralda (letra de Celedonio Esteban Flores)
- Cuentas claras
- Dejá nomás que se vaya
- El cielo en tus ojos
- Enfundá la mandolina
- Hasta que ardan los candiles (ranchera litoraleña)
- Hijo del fango
- Lydia (1918)
- Madre (letra de Verminio Servetto)
- Malhaya mi suerte
- Martín Pescador
- Mentira (letra de Celedonio Esteban Flores)
- Milonga para Carriego
- Monte protegido
- Los muñequitos
- Nicanora
- No volverá a tu barrio
- Pampa (1918)
- Páselo (1920)
- Perdóname Señor (letra de Verminio Servetto)
- Pobres flores (letra de Verminio Servetto)
- Sombras (letra de Verminio Servetto)
- Soy cantor
- Tango porteño (letra de Manuel Romero) 1925.
- Tatita (1917)
- Si se salva el pibe (letra de Celedonio Esteban Flores)
- Te odio (letra de Celedonio Esteban Flores)
- Trapito